# Shajapur
Shajapur è una suddivisione dell'India, classificata come municipality, di 50.086 abitanti, capoluogo del distretto di Shajapur, nello stato federato del Madhya Pradesh. In base al numero di abitanti la città rientra nella classe II (da 50.000 a 99.999 persone).

## Geografia fisica
La città è situata a 23° 25' 60 N e 76° 16' 0 E e ha un'altitudine di 442 m s.l.m..

## Società

### Evoluzione demografica
Al censimento del 2001 la popolazione di Shajapur assommava a 50.086 persone, delle quali 25.854 maschi e 24.232 femmine. I bambini di età inferiore o uguale ai sei anni assommavano a 7.643, dei quali 3.961 maschi e 3.682 femmine. Infine, coloro che erano in grado di saper almeno leggere e scrivere erano 35.252, dei quali 19.931 maschi e 15.321 femmine.